# Confédération Interalliée des Officiers Médicaux de Réserve
Die Confédération Interalliée des Officiers  Médicaux de Réserve (CIOMR) oder auch Interallied Confederation of Medical Reserve Officers ist ein Zusammenschluss der nationalen Sanitätsdienste der NATO-Mitgliedsstaaten und weiterer mit der CIOMR assoziierten Nationen. Die Vereinigung mit Sitz in Bonn leistet Beiträge zur Stärkung der Allianz sowie für die Fortentwicklung der Wehrmedizin und Sicherheitspolitik ihrer Heimatländer.

## Geschichte
Am 21. November 1948 gründeten Reserve-Sanitätsoffiziere aus Belgien, Frankreich und den Niederlanden die Interalliierte Vereinigung der Sanitätsoffiziere der Reserve (CIOMR, Conféderation Interalliée des Officiers Mèdicaux de Réserve). Sie ist ein Dachverband, in der sich mittlerweile auch die anderen nationalen Vereinigungen der Reserve-Sanitätsoffiziere aller NATO-Mitgliedsstaaten zusammengeschlossen haben. Deutschland gehört der CIOMR seit 1961 an. Die Präsidentschaft der CIOMR wechselt turnusgemäß alle zwei Jahre. Anfang August 2010 wurde die Präsidentschaft von Frankreich an Deutschland übergeben.
Präsident der CIOMR ist aktuell Lieutenant-Colonel Michel Bynens aus Genk in Flandern (Belgien).

## Struktur
Gemäß ihren internationalen Statuten wird Deutschland durch Delegierte der Gesellschaft für Wehrmedizin und Wehrpharmazie und des Reservistenverbandes vertreten. CIOMR ist eine politisch unabhängige und eigenständige Organisation, welche die Wehrmedizin und Sicherheitspolitik ihrer Heimatländer durch Fort- und Weiterbildungsmaßnahmen fördert.

## Aufgaben
Die Delegierten der Mitgliedsverbände treffen sich jährlich im Winter zu einer Arbeitstagung im NATO-Hauptquartier in Brüssel und im Sommer zu einem Kongress – zeitgleich mit dem CIOR-Kongress – in einem der Mitgliedsländer. Die Sanitätsoffiziere der Reserve sollen als CIOMR-Delegierte möglichst mehrere medizinische Fachrichtungen und Approbationen repräsentieren: Humanmedizin, Zahnmedizin, Veterinärmedizin, Pharmazie (Apotheker), bei einigen Ländern akademisch ausgebildete Krankenschwestern, technische Sanitätsoffiziere und Sanitätsoffiziere in Militärstäben.
Die wissenschaftlichen Veranstaltungen der CIOMR umfassen alle Bereiche der Wehrmedizin (Kriegschirurgie, Hygiene, Vorsorge, Epidemiologie, Psychiatrie, Zahnmedizin, veterinärmedizinische Themen u. v. a.), wobei anerkannte Experten aus den Bereichen Wissenschaft, Diplomatie, Militär, Politik und Öffentlichkeitsarbeit als Referenten vortragen. Aber auch die CIOMR-Delegierten selbst tragen wissenschaftlichen Vorträgen vor. Im Rahmen der Sommerkongresse veranstaltet CIOMR gemeinsam mit CIOR einen internationalen Erste-Hilfe-Wettkampf und stellt hierfür insbesondere die Schiedsrichter.
Aufgaben und Ziele von CIOMR lassen sich wie folgt definieren:
- Aufbau enger professioneller Beziehungen zwischen den Sanitätsoffizieren und den Sanitätsdiensten der Reserve innerhalb der Allianz,
- Studium und Diskussion wichtiger Themen, die in die sanitätsdienstliche Aus- und Weiterbildung einfließen sollen,
- Förderung effizienter Zusammenarbeit mit den Sanitätsdiensten der Streitkräfte,
- Teilnahme als aktive Beobachter in den Arbeitsgruppen von COMEDS (NATO-Komitee der Inspekteure des Sanitätswesens der NATO-Länder) zur Verbesserung der medizinischen Ausbildung aller Sanitätsoffiziere für ihre Aufgaben.

## Deutsche Präsidentschaft 2010–2012
Zum Ende des Sommerkongresses im August 2010 in Stavanger (Norwegen) übernahm Deutschland turnusgemäß die CIOMR-Präsidentschaft bis 2012. Unter dem Präsidenten Oberstarzt d.R. Dr. Gunter Rütter hat sich das 20-köpfige Team das Ziel gesetzt, unter dem Leitmotiv „Medical Care on Deployment Resulting in Healthcare Standards as Used at Home“ die Philosophie einer hochwertigen und eigenständigen medizinischen Einsatzversorgung in den internationalen, militärmedizinischen Raum zu tragen. Im Sommer 2012 wurde die Präsidentschaft turnusgemäß von den Niederlanden übernommen.